# Calliandra bahiana
Calliandra bahiana là một loài thực vật có hoa trong họ Đậu. Loài này được Renvoize miêu tả khoa học đầu tiên.